# José Sabaj
José Sabaj Sabaj es un exfutbolista chileno, se desempeñaba como arquero, con notables campañas en el Colo-Colo de Chile.

## Trayectoria
Uno de los grandes de la portería con su seguridad, compromiso, agilidad, aplomo y buen sentido de ubicación, se ha transformado en una de las leyendas bajo los tres palos del fútbol de Chile.
Fue el segundo jugador en la historia, que vistió las camisetas de los equipos "hoy" más populares de Chile. En 1943 jugó en Universidad de Chile, para luego pasar en 1944 al club Colo-Colo.
Debutó en Colo-Colo el 4 de junio de 1944 ante Santiago Wanderers en la victoria del popular por 4 a 2 en el Estadio Nacional de Chile ante unas 5.000 personas. 
En Colo-Colo es donde se afianzó de arco, siendo sucesor del tremendo Obdulio Diano y antecesor del gran Misael Escuti. En el Cacique fue Campeón del Torneo Nacional 1944 y 1947. Además del Trofeo Campeonato de Campeones de Chile 1945.
En el torneo de 1944 fue titular en 20 partidos, de un total de 22, recibiendo 28 goles, sumando 1760 minutos en cancha. Mientras tanto en 1947 jugó 23 cotejos, de un total de 24, recibiendo solo 21 goles, lo que sumó la cifra de 2025 minutos de juego.
En Colo-Colo terminó jugando 64 partidos en 5 temporadas, dejó el club en 1948 luego de jugar el Campeonato Sudamericano de Campeones, que años más tarde se transformaría en la Copa Libertadores.
El día 10 de enero de 1951 el Consejo de la División de Honor de la Federación de Fútbol de Chile decidió castigar a Luis Orellana, dirigente de su ex-club Colo-Colo, a causa de una denuncia de soborno, interpuesta nada más y nada menos que por José Sabaj perteneciente a los registros del Green Cross.
También jugó por Palestino entre 1952 y 1954, siendo uno de los pocos descendientes árabes que han jugado en el club.

## Clubes
| Club                 | País  | Año       |
| -------------------- | ----- | --------- |
| Universidad de Chile | Chile | 1943      |
| Colo Colo            | Chile | 1944-1948 |
| Green Cross          | Chile | 1951      |
| Palestino            | Chile | 1952-1954 |

## Palmarés

### Torneos nacionales
| Título           | Club      | País  | Año  |
| ---------------- | --------- | ----- | ---- |
| Primera División | Colo Colo | Chile | 1944 |
| Primera División | Colo Colo | Chile | 1947 |

### Otros torneos oficiales
| Título                           | Club      | País  | Año  |
| -------------------------------- | --------- | ----- | ---- |
| Campeonato de Campeones de Chile | Colo Colo | Chile | 1945 |